# Schredderleichtfraktion
Der Begriff Schredderleichtfraktion, auch RESH (RE für Reststoffe und SH für shredder (engl.)), bezeichnet die in Schredderanlagen anfallenden nichtmetallischen, brennbaren Reste des Zerkleinerungs- und Separationsprozesses.
Die Leichtfraktion wird nach dem Zerkleinern über Windsichter oder Zyklonabscheider aus der Anlage ausgetragen und so von dem metallischen Schreddermaterial getrennt.
Schredderleichtfraktion besteht aus folgenden Materialgruppen, die Zusammensetzung kann variieren:
Schaumstoffe, Gummi, Papier, Folien, Lackpartikel, Textilfasern, Holz, Kabelstücke, Dämmstoffe, Kunststoffstücke, aber auch Metallpartikel, Rost, Glas und andere mineralische Anteile (z. B. Sand, Beton, Schmutz). Beim Schreddern von Altfahrzeugen im Zuge des Fahrzeugrecyclings macht diese Fraktion ca. 25 % des Outputmaterials aus (entsprechend dem Anteil von Innenausbau mit Sitzen, Isolierung und Armaturenbrett im Fahrzeug). Bei Mischschrotten ist der Anteil deutlich geringer.
In der Abfallverzeichnisverordnung sind Schredderleichtfraktionen und Staub mit der Schlüsselnummer 191004 klassifiziert. Schredderleichtfraktionen und Staub, die gefährliche Stoffe enthalten (Schlüsselnummer 191003*) gelten als gefährlicher Abfall.